# Müggenburger Kanal
El Müggenburger Kanal és un canal navegable de 2 800 metres al barri de l'illa de Veddel al port d'Hamburg a Alemanya. Connecta els canals Peutekanal i Moorkanal a l'Hovekanal. El canal que queda sotmès al moviment de la marea connecta amb l'Elba via el Peutekanal.
El canal que connecta via el Peutekanal amb l'Elba i els ports interiors del Müggenburger Zollhafen i de l'Spreehafen va caure en desús des dels anys 1980. Moltes fàbriques a les seves ribes van tancar, tret de la refineria de coure Aurubis del qual la direcció continua a lluitar per a mantenir la navegabilitat del canal. El Müggenburger canal podria recobrar al futur el seu paper original: empreses noves s'instal·len a la zona i estudien la possibilitat d'utilitzar transbordadors de contenidors exprés des del port marítim. A la seva punta oriental, va construir-se una estació del ferrocarril del port.

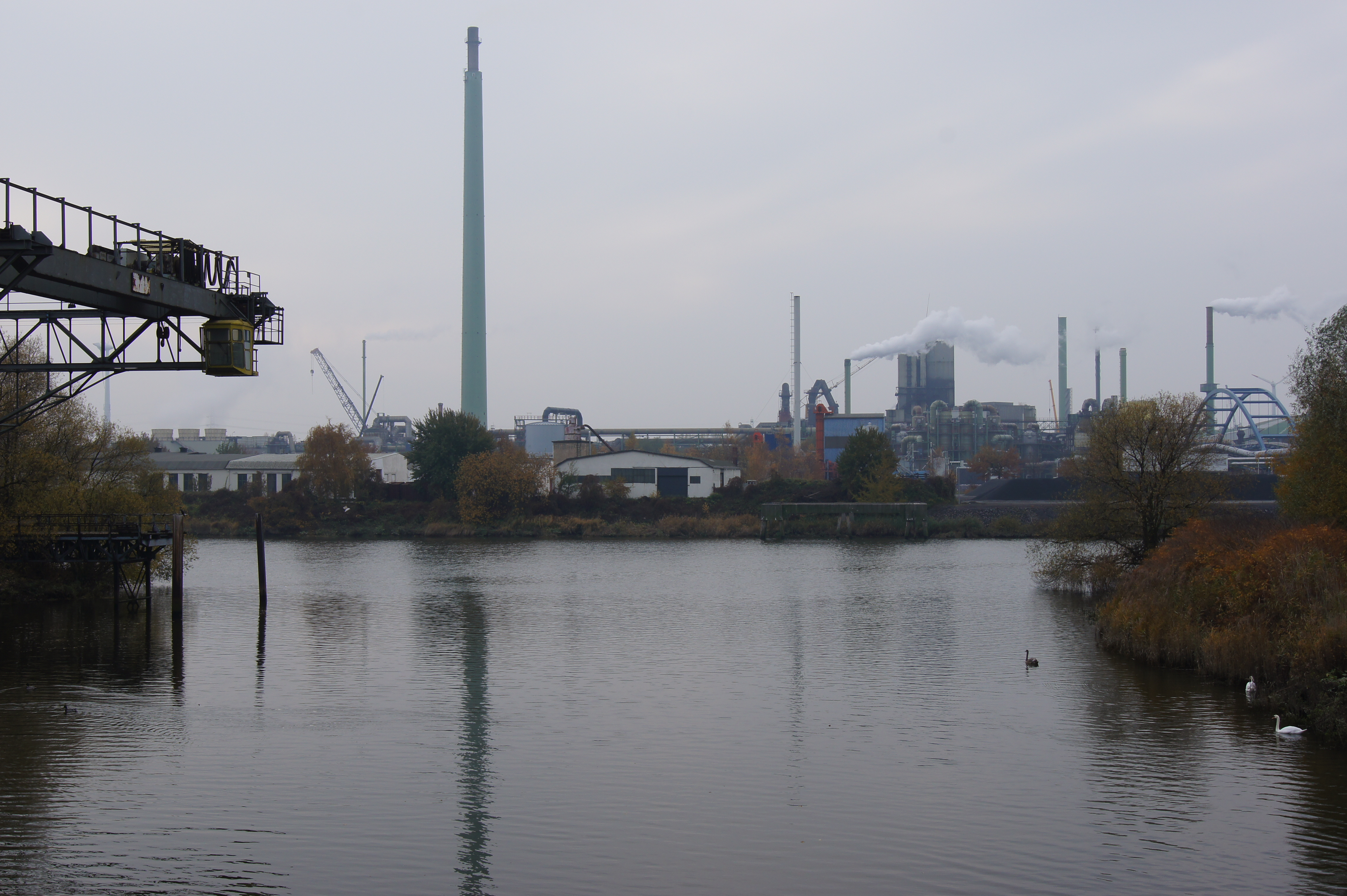
El canal i la fàbrica Aurubis vist des del Peutekanal
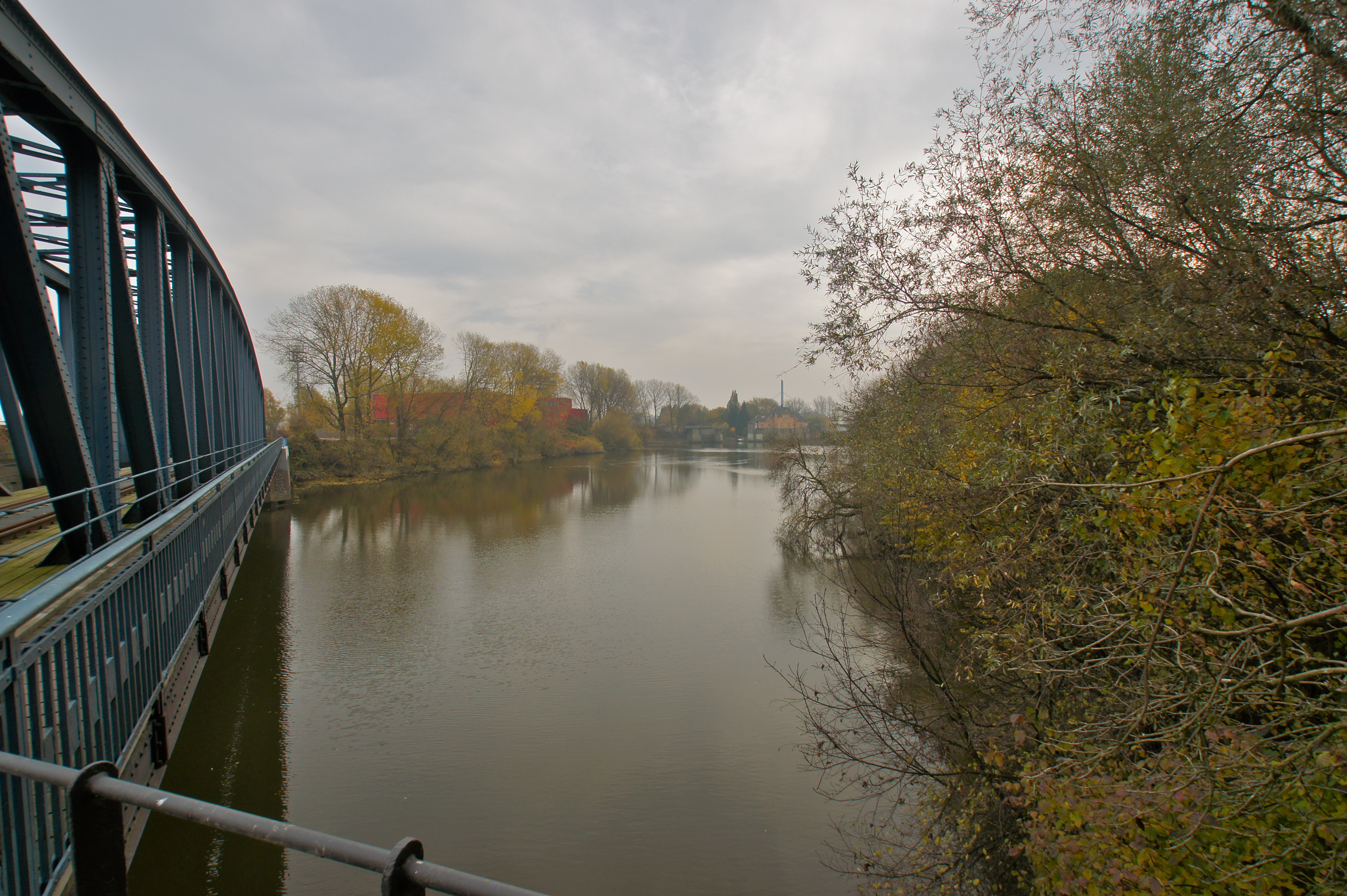
La punta est del canal a la connexió amb l'Hovekanal
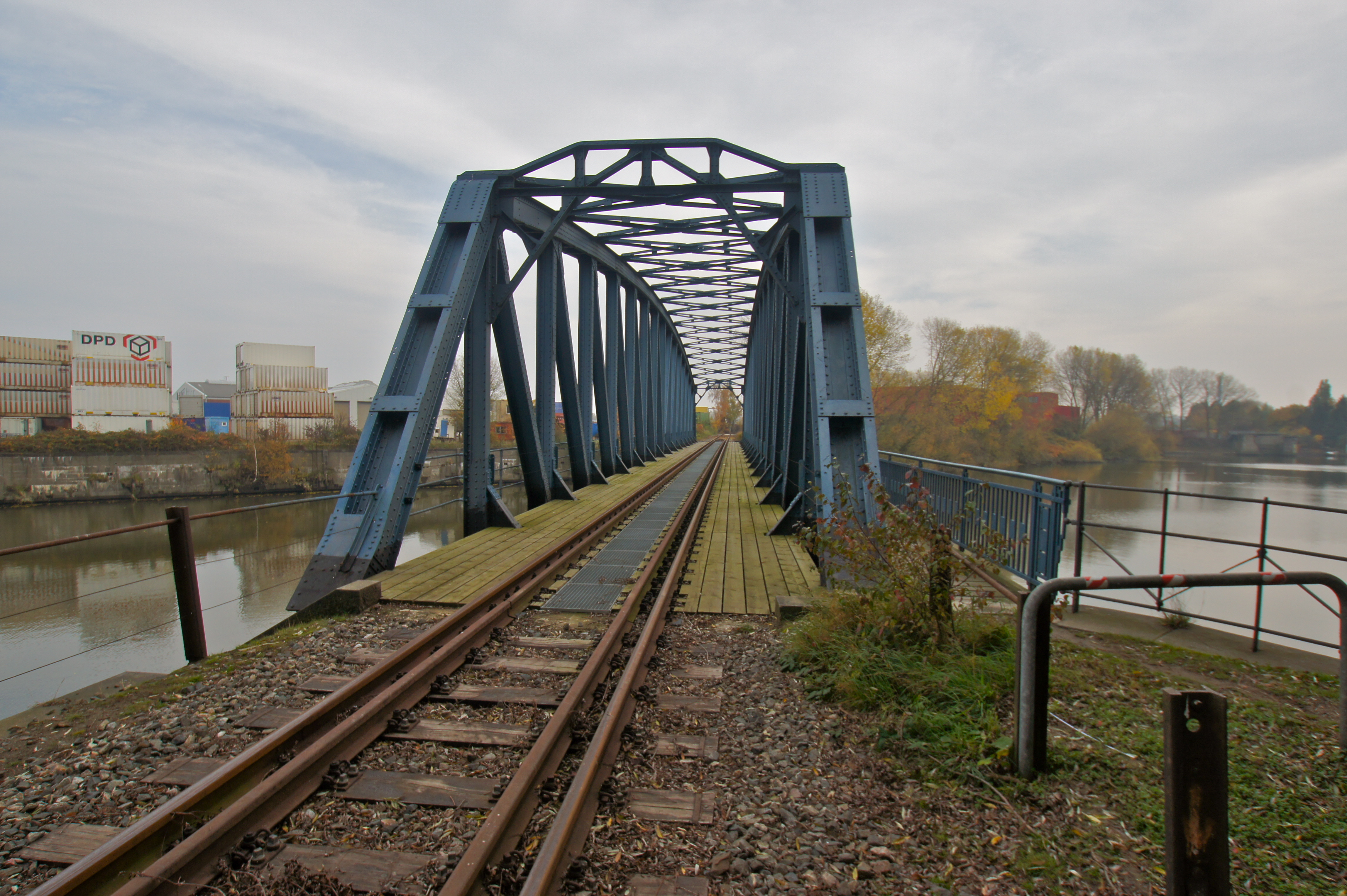
El pont del ferrocarril entre l'Hovekanal i el Müggenburger Kanal